# Vibration Response Imaging
Vibration Response Imaging (VRI, zu deutsch: Bildgebung durch Vibrationsantwort) ist ein neues bildgebendes Verfahren in der Humanmedizin.
Atemstrombedingte Vibrationen über den Lungen werden über 40 aktive Sensoren detektiert, in digitale Bilder umgewandelt und machen regionale Veränderungen der Lungenventilation erkennbar. Einsatz soll die VRI-Technik zur Lungenfunktionsdiagnostik und bei dekompensierter Myokardinsuffizienz finden. Zurzeit ist das Verfahren noch im experimentellen Stadium.
Bei diesem nicht-invasiven Verfahren ist im Gegensatz zur Röntgendiagnostik der Patient keiner Strahlendosis ausgesetzt.
Es geht auf die israelischen Wissenschaftler Yigal Kushnir und Meir Butbul zurück.